# Adel Neufal
Adel Neufal – kubański zapaśnik w stylu klasycznym. Złoty medalista mistrzostw panamerykańskich w 1993 i brązowy w 1990. Trzeci w Pucharze Świata w 1989 roku.